# Cedry Wielkie (gmina)
Cedry Wielkie est une gmina rurale du powiat de Gdańsk, Poméranie, dans le nord de la Pologne. Son siège est le village de Cedry Wielkie, qui se situe environ 15 km à l'est de Pruszcz Gdański et 20 km au sud-est de la capitale régionale Gdańsk.
La gmina couvre une superficie de 124,28 km2 pour une population de 6 970 habitants en 2017.

## Géographie
La gmina inclut les villages de Błotnik, Cedry Małe, Cedry Wielkie, Długie Pole, Giemlice, Kiezmark, Koszwały, Leszkowy, Miłocin, Miłocin Drugi, Serowo, Stanisławowo, Szerzawa, Szewce Gdańskie, Trutnowy, Trzcinisko et Wocławy.
La gmina borde la ville de Gdańsk et les gminy de Ostaszewo, Pruszcz Gdański, Stegna et Suchy Dąb.